# Nastaz
Nastaz je geomorfologický podcelek Bukovských vrchů. Nejvyšší vrch podcelku je stejnojmenný vrch, dosahující výšky 800 m n. m.

## Vymezení
Podcelek zabírá jižní část pohoří, přibližně mezi údolím Cirochy na západě a státní hranicí s Ukrajinou na východě. Severním směrem pokračují Bukovské vrchy podcelkem Bukovce, západním směrem leží Laborecká vrchovina a jižním směrem navazuje Ublianská pahorkatina, která je součástí Beskydského předhůří.

## Vybrané vrcholy
- Nastaz (800 m n. m.) - nejvyšší vrch podcelku
- Dielnica (740 m n. m.)
- Grúň (659 m n. m.)

## Ochrana přírody
Velká část podcelku je součástí Národního parku Poloniny, resp. jeho ochranného pásma. Z maloplošných chráněných území zde leží:
- Uličská Ostrá - přírodní rezervace
- Gazdoráň - přírodní rezervace
- Ulička - přírodní památka
- Havešová - národní přírodní rezervace [2]